# از کالیگاری تا هیتلر: تاریخ روان‌شناسانه سینمای آلمان
از کالیگاری تا هیتلر: تاریخ روانشناسانهٔ سینمای آلمان (به انگلیسی: From Caligari to Hitler: A Psychological History of the German Film) کتابی است در تحلیل محتوای سینمای آلمان، از زیگفروید کراکائر در سال ۱۹۴۷. کراکائر در این کتاب با تحلیل فیلم‌های آلمان، گرایش‌های اجتماعی و روانی حاکم بر آلمان در سال‌های بین جنگ جهانی اول تا جنگ جهانی دوم (۱۹۱۸–۱۹۳۳) را بررسی می‌کند و بر پایه اقبال عمومی به فیلم‌های پرفروش و تحلیل مضمون‌های این فیلم‌ها، اطلاعاتی از جامعه آلمانی قبل از هیتلر به دست می‌دهد و معتقد است می‌شد ظهور یک دیکتاتور را در آلمان پیش‌بینی کرد.
کالیگاری در عنوان کتاب، اشاره به فیلم مطب دکتر کالیگاری دارد.